# مسیمیلیانو نری
مسیمیلیانو نری (ایتالیایی: Massimiliano Neri؛ زادهٔ ۱۴ ژوئن ۱۹۷۷) مدل اهل ایتالیا است.

## زندگی‌نامه
نری در سال ۱۹۷۷ در ناپل متولد شد. او در حال گذراندن تعطیلات تابستان در کاپری بود که به‌طور اتفاقی در عکس‌هایی که توسط بروس وبر از هلنا کریستنسن و الکس لاندکویست گرفته می‌شد، قرار گرفت.
یک ماه بعد عکاس دیگری این عکس‌ها را دید و به ناپل آمد و چند عکس از نری گرفت وآن‌ها را به شرکت‌های تبلیغاتی فرستاد. نری پس از کارکردن برای طراح‌هایی مثل جان‌فرانکو فرره، ورساچه و دولچه و گابانا به یک طراح مد تبدیل شد. او یک تبلیغ تلویزیونی برای عینک آفتابی برند ورساچه ساخت که در سراسر اروپا پخش شد.